# AMP Technical Services DSR-1
Le DSR-1 est un fusil de sniper fabriqué et commercialisé par la firme allemande DSR-precision GmbH et était jusqu'en 2004 commercialisé  aussi par la firme allemande AMP Technical Services.

Il a été adopté par l'unité antiterroriste GSG9, mais aussi par d'autres forces spéciales de polices.

## Descriptif
Le DSR-1 possède un design en bullpup, c'est-à-dire que la chambre se situe en arriere de la détente. Cela permet de le rendre extrêmement compact : moins d'un mètre de long pour une longueur de canon de 65 cm.
Grâce aux matériaux utilisés comme le titane, l'aluminium et la fibre de verre, le DSR-1 est également très léger pour sa catégorie, avec 5,9 kg sur la balance sans lunette de visée et non chargé.
La conception de son garde-main permet d'avoir un canon dit free-floating (canon flottant) et comme le levier d'armement se retire facilement par l'arrière de la crosse, le passage d'un calibre à l'autre se fait très simplement et très rapidement.
En standard, le DSR-1 possède 2 chargeurs amovibles qui sont fixés sur le châssis. Le chargeur fonctionnel se situe derrière la poignée de détente, alors que le 2e se trouve devant le pontet et est utilisé comme chargeur de rechange. Cela permet au tireur de sélectionner ses chargeurs en fonction du type de munition voulu: blindée, perforante, traçante, etc.

## Variantes
- DSR 1 Subsonic: Utilise des munitions de type subsonique 7,62 x 51 mm OTAN et .308 Winchester. La longueur du canon est ramenée à 310 mm. La vitesse de la balle est de l'ordre de 320 m/s à comparer à la vitesse du son de 340 m/s. Il est équipé d'un silencieux qui permet de diminuer le bruit de la détonation qui est alors similaire à une carabine à air comprimé.
- DSR 50 Sniper Rifle: Utilise la cartouche .50 BMG (12,7 x 99 mm OTAN). Vu la taille des cartouches de ce calibre, le design du fusil a été repensé, et possède un système hydraulique de compensation de recul.

## Utilisateurs
Le système de fusil DSR-1 est officiellement utilisé par: :
- Estonie - Forces de police: special service K-Kommando[1]
- Allemagne - GSG 9, Spezialeinsatzkommando[2]
- Luxembourg - Forces de police: service spécial[3]
- Malaisie - PASKAU
- Espagne - Grupo Especial de Operaciones